# Chuck Howley
Charles Louis "Chuck" Howley (Wheeling, West Virginia, 28 juni 1936) is een Amerikaans voormalig Americanfootballspeler voor de Chicago Bears en de Dallas Cowboys in de National Football League. Howley speelde als linebacker, won eenmaal de Super Bowl en is in 2023 opgenomen in de Pro Football Hall of Fame.